# Zongo (Cotonou)
Pour les articles homonymes, voir Zongo (homonymie).
Le quartier Zongo est situé dans la ville de Cotonou, département du Littoral au Bénin. Zogbo fait partie des 15 quartiers qui composent le cinquième arrondissement de Cotonou,,.

## Histoire et toponymie

### Toponymie
Gîte d’étape », en haoussa, l'appellation Zongo se retrouve dans plusieurs pays d'Afrique ou encore dans plusieurs villes africaines comme  à Lomé, Lagos, Accra, Ndjamena, Yaoundé, Cotonou, Niamey. Le quartier est caractérisé par la présence de commerçants étrangers et l'implantation d'une grande mosquée comme la mosquée centrale de Zongo  ,

## Population
Zongo est subdivisée en deux quartiers (Zongo-Ehuzu et Zongo-Nima) et compte une population d'un effectif qui se repartit comme suit : 429 et 206 ménages respectivement avec une population de 1796 habitants pour Zongo-Ehuzu contre 975 pour Zongo-Nima. D'après les données de l'INSAE issue du dernier recensement générale de la population et de l'habitat en 2013(RGPH4-2013), Zongo compte une population totale de 2771 habitants